# Such a Little Queen (1921)

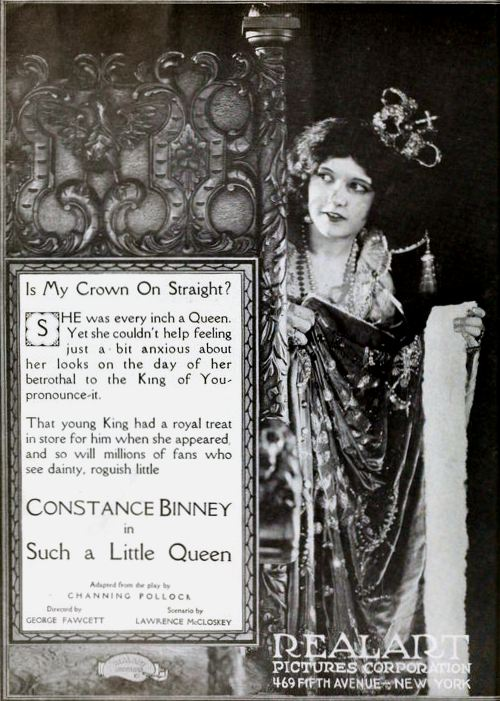
Cartaz de divulgação do filme

Such a Little Queen é um filme mudo do gênero drama produzido nos Estados Unidos e lançado em 1921. Talvez seja um filme perdido.